# Xanthoparmelia stanthorpensis
Xanthoparmelia stanthorpensis är en lavart som beskrevs av Elix & Kantvilas. Xanthoparmelia stanthorpensis ingår i släktet Xanthoparmelia och familjen Parmeliaceae.   Inga underarter finns listade i Catalogue of Life.